# Tobias Warchavski
Tobias Warchavski (Rio de Janeiro, 18 de abril de 1916 – Rio de Janeiro, 17 de outubro de 1934) foi um estudante, cartunista e militante carioca da Juventude Comunista. As condições da sua morte brutal foram alvo de disputas entre os que acusavam a polícia política de Getúlio Vargas e outros que atribuíam sua execução a membros do movimento comunista. Atualmente, a versão mais amplamente aceita é a de que Warchavski teria sido vítima de um "justiçamento" decidido por elementos da cúpula do Partido Comunista Brasileiro, motivado por suspeitas de traição infundadas.

## Biografia

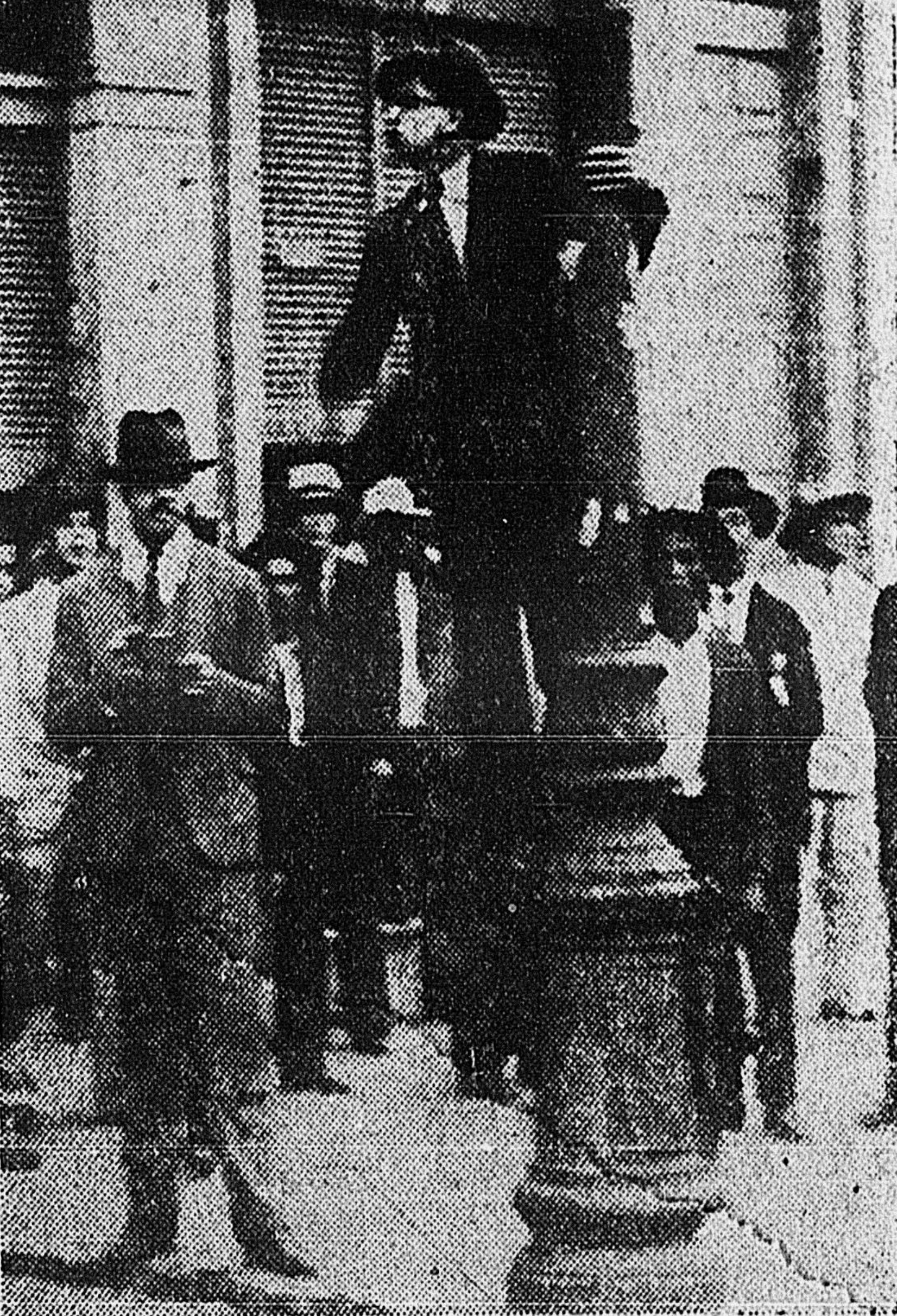
Tobias Warchavski (ao centro, apoiado em um poste) discursa em comício na Praça da Harmonia, na Gamboa, em 22 de setembro de 1934.

Tobias Warchavski era filho de Nathan Warchavski e Joana Warchavski (nascida Rosenberg) e pertencia a uma família judia de classe média. Seus pais residiram por um período no Rio Grande do Sul, onde nasceram sua mãe e pelo menos dois de seus irmãos, mas Tobias seria natural do Rio de Janeiro. Em 1915, seu pai foi implicado em um caso de receptação de joias roubadas de uma loja no Rio de Janeiro, que teriam sido revendidas no Rio Grande do Sul e em São Paulo. Em fevereiro de 1930, a residência da família, localizada na rua Senador Eusébio — tradicional reduto da comunidade judaica carioca —, foi atingida por um incêndio que causou grandes perdas materiais. Poucos meses depois, em maio de 1930, Nathan faleceu, deixando a viúva com cinco filhos: Tobias, Israel, Isaac, Saul e Frima, que morreria em 1933.
Estudante promissor, Tobias Warchavski cursou o Colégio Pedro II e a Escola Nacional de Belas Artes. Segundo o noticiário, teria uma namorada. Atuava como cartunista nos jornais Avante e A Pátria e, entre outubro e novembro de 1933, realizou uma exposição de charges em parceria com seu amigo Raphael Guilherme Moussatché no prestigioso salão Essenfelder do Studio Nicolas, na Cinelândia. Entre suas obras mais divulgadas, destacava-se A dança macabra de Hitler, uma crítica contundente ao nazismo e ao antissemitismo, na qual o corpo do ditador se funde graficamente a uma suástica deformada.
Aos 17 anos, filiou-se ao PCB, abandonando os estudos e o lar materno, na rua da Relação, para se dedicar integralmente à militância. Adotou o codinome Carlos Ferreira e passou a residir, ainda no Centro do Rio de Janeiro, na rua do Senado, com Walter Fernandes da Silva — também militante da Juventude Comunista —, que utilizava a identidade falsa de Euclides Santos ou Rogério Dias.
Jovem entusiasmado, Tobias Warchavski atuava como orador em comícios e reuniões estudantis promovidas pelo partido. Teria frequentado a Biblioteca Scholem Aleichem (Bibsa), centro de eventos culturais judaicos, à época dirigido por figuras identificadas com o PCB. Também seria uma figura de destaque no Comitê Estudantil da Luta Contra a Guerra, a Reação e o Fascismo. Em 23 de agosto de 1934, discursou no Congresso Contra a Guerra, a Reação e o Fascismo, realizado no teatro João Caetano, representando a Federação das Juventudes Comunistas. Dias antes, em uma reunião preparatória no Sindicato dos Caldeireiros de Ferro, em Niterói, teria chamado a atenção ao tentar impedir a fala de um jovem Carlos Lacerda. Justificava-se afirmando que, embora Lacerda viesse de uma família de comunistas, seu pai, Maurício Paiva de Lacerda, não era marxista. Em outra ocasião — um comício realizado em 22 de setembro de 1934, na Praça da Harmonia —, protagonizou um dos discursos mais marcantes, sendo violentamente agredido pela polícia.

## Desaparecimento e encontro do corpo

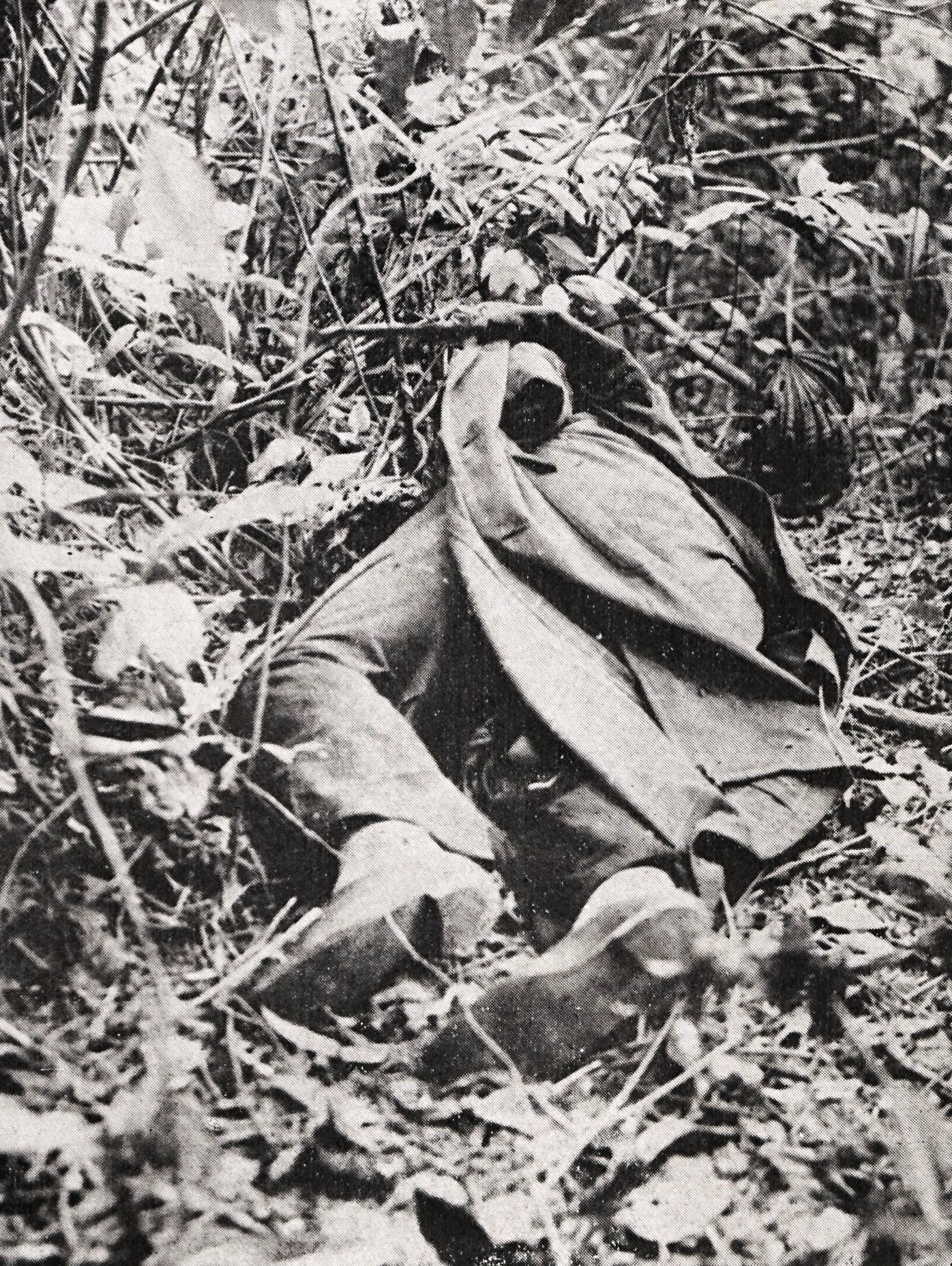
Corpo de Tobias Warchavski na posição em que foi encontrado. Fotografia tirada na manhã de 26 de outubro de 1934.

A última vez que Tobias Warchavski foi visto por sua família foi em 14 de outubro. No dia seguinte, teria se encontrado com seu amigo Attila Medeiros Rodrigues Silva. Há ainda registros de sua ida a duas consultas odontológicas: uma em 15 e outra em 17 de outubro, às 16h30 — esta sendo sua última aparição conhecida.  Segundo o dentista Edgard William Allan, Tobias deveria retornar ao consultório no dia 19, mas não compareceu.
Em 25 de outubro, o corpo do jovem foi encontrado no chamado "Caminho do Macaco" — também conhecido como "Serra do Macaco" ou "Matas do Macaco" —, na Estrada Dona Castorina, uma via situada na região da Gávea, na Floresta da Tijuca. O cadáver foi localizado por dois funcionários da Repartição de Águas e Esgotos, Francisco Almeida Porto e seu filho José, que trabalhavam na manutenção da área. Estava desfigurado, com a cabeça decepada e em decomposição. Diante dessas condições, a identificação só foi possível em 31 de outubro, quando, segundo a polícia, sua mãe e seus irmãos foram levados ao necrotério por um jornalista do jornal A Noite. O reconhecimento também foi corroborado pela análise da circuncisão, realizada pelo cirurgião Moysés Singer, e da arcada dentária, examinada pelo dentista de Tobias. A posterior perícia do crânio indicaria que se tratou de uma morte por tiro que atravessou a cabeça. Foi enterrado no Cemitério Israelita de Vila Rosali, em São João de Meriti.

## Repercussão e reação pública
Imediatamente após o reconhecimento do corpo, difundiu-se amplamente a tese — hoje considerada equivocada — de que Tobias Warchavski havia sido executado pela polícia política do governo Getúlio Vargas, versão que chegou a ser tratada, em alguns círculos, como “fato público e notório”. Entre os políticos, o deputado comunista Álvaro Ventura, catarinense, destacou-se ao denunciar publicamente o crime, tanto na tribuna da Câmara quanto na imprensa. O próprio irmão de Tobias, Israel Warchavski, também acreditava que o assassinato havia sido cometido pela polícia, como desdobramento da agressão sofrida pelo jovem durante o comício na praça da Harmonia, no mês anterior. De acordo com um relatório policial, essa convicção o teria levado a dificultar as investigações.
A comoção provocada pela brutalidade da sua morte intensificou o clima de indignação contra o caráter repressivo do governo, especialmente entre intelectuais cariocas e paulistas ligados ao jornal A Pátria, que passaram a pressionar por uma apuração independente. Essa mobilização resultou, em 6 de novembro, na criação da Comissão Jurídica de Inquérito Popular (CJIP), coordenada pelo advogado Benigno Fernandes, com a missão de investigar não só a morte de Tobias, mas também outras denúncias de violência policial. A iniciativa deu novo fôlego ao movimento antifascista nascente no Brasil, articulando setores democráticos e da esquerda em torno da denúncia do arbítrio policial. Outro desdobramento da repercussão foi o caso do jornalista Hamilton Barata, que publicou no jornal O Homem Livre uma manchete responsabilizando Filinto Müller, então chefe da polícia do Distrito Federal. Barata foi condenado por calúnia e injúria em um julgamento controverso e passou meses detido em um navio-prisão.

## O início da investigação

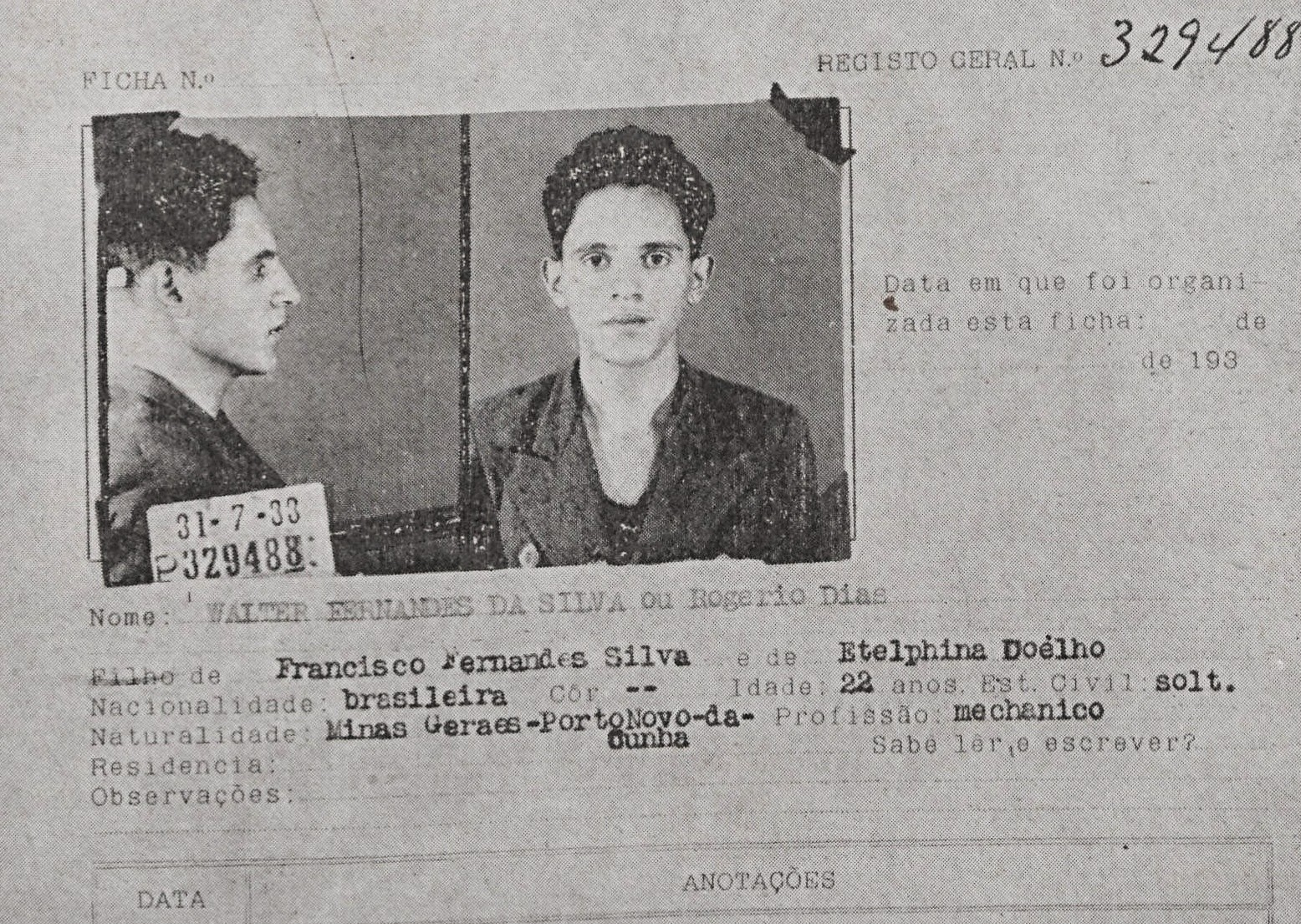
Ficha policial do militante comunista Walter Fernandes da Silva, colega de quarto de Tobias Warchavski e primeiro suspeito do crime.

Os primeiros esforços da investigação policial concentraram-se em Walter Fernandes da Silva, companheiro de partido e colega de quarto de Tobias, mas evitaram associar o crime a motivações políticas.  Natural do interior de Minas Gerais, Walter já havia sido detido e fichado pela polícia em São Paulo, em 1933, antes de se mudar para o Rio de Janeiro. Diversas de suas ações foram interpretadas como indícios de envolvimento no assassinato. Entre elas, destacava-se o fato de que, em 7 de outubro de 1934, ele e Warchavski haviam alugado, sem justificativa clara, um segundo apartamento na rua Duque de Caxias, em Vila Isabel — atitude que a polícia considerou suspeita e possivelmente destinada a confundir uma eventual vigilância. Às vésperas do crime, Walter teria procurado Attila Medeiros Rodrigues Silva, amigo próximo de Tobias, aconselhando-o a deixar a cidade com urgência sob a alegação — considerada falsa — de que seria alvo de uma operação policial. Após a morte de Warchavski, Walter desapareceu subitamente e teria enviado terceiros para recolher, no imóvel recém-alugado, não apenas seus próprios pertences, mas também os de Tobias. Convencida de sua participação, a polícia iniciou o que a imprensa descreveu como uma verdadeira "caça" pelo suspeito, mobilizando agentes no interior dos estados do Rio de Janeiro e de Minas Gerais — sem, no entanto, obter êxito.
A insistência nessa linha investigativa, somada à aparente imperícia da polícia, foi alvo de críticas recorrentes da imprensa. Durante o julgamento de seu cliente, o advogado do jornalista Hamilton Barata chegou a afirmar que Walter era, na verdade, a verdadeira vítima de difamação por parte das autoridades. Diante da fragilidade das provas, o Ministério Público solicitou o arquivamento do processo contra o jovem — então foragido —, alegando ausência de evidências concretas e já sugerindo que a motivação do crime poderia estar relacionada a dissensões internas do partido, possivelmente ligadas a suspeitas de traição e desejo de vingança.
Em maio de 1940, o investigador Sylvio Terra declarou que Walter teria morrido em circunstâncias misteriosas, afogado na praia do Pina, em Recife, em 12 de setembro de 1935, sob a identidade falsa de Haroldo Santos Selva. Segundo Terra, o corpo apresentava sinais de embriaguez. Na ocasião de sua morte, Walter morava havia três meses na capital pernambucana, hospedado na casa da família de um colega de militância, Pascácio Rio de Souza Fonseca, cujo nome viria a ser envolvido no assassinato de Tobias. Embora a imprensa descrevesse Walter como um exímio nadador, familiares de Pascácio afirmaram que ele não nadava bem e teria sido acidentalmente arrastado por uma correnteza. A notícia de sua morte veio à tona pouco antes de começar a ganhar difusão a hipótese de que o assassinato de Warchavski teria sido ordenado pelo próprio partido — o que levou alguns a levantar a possibilidade de que Walter também pudesse ter sido vítima de um “justiçamento”. Para outros, no entanto — entre eles, ao que tudo indica, Luiz Carlos Prestes — tratou-se de um suicídio motivado pelo remorso.

## A hipótese do justiçamento

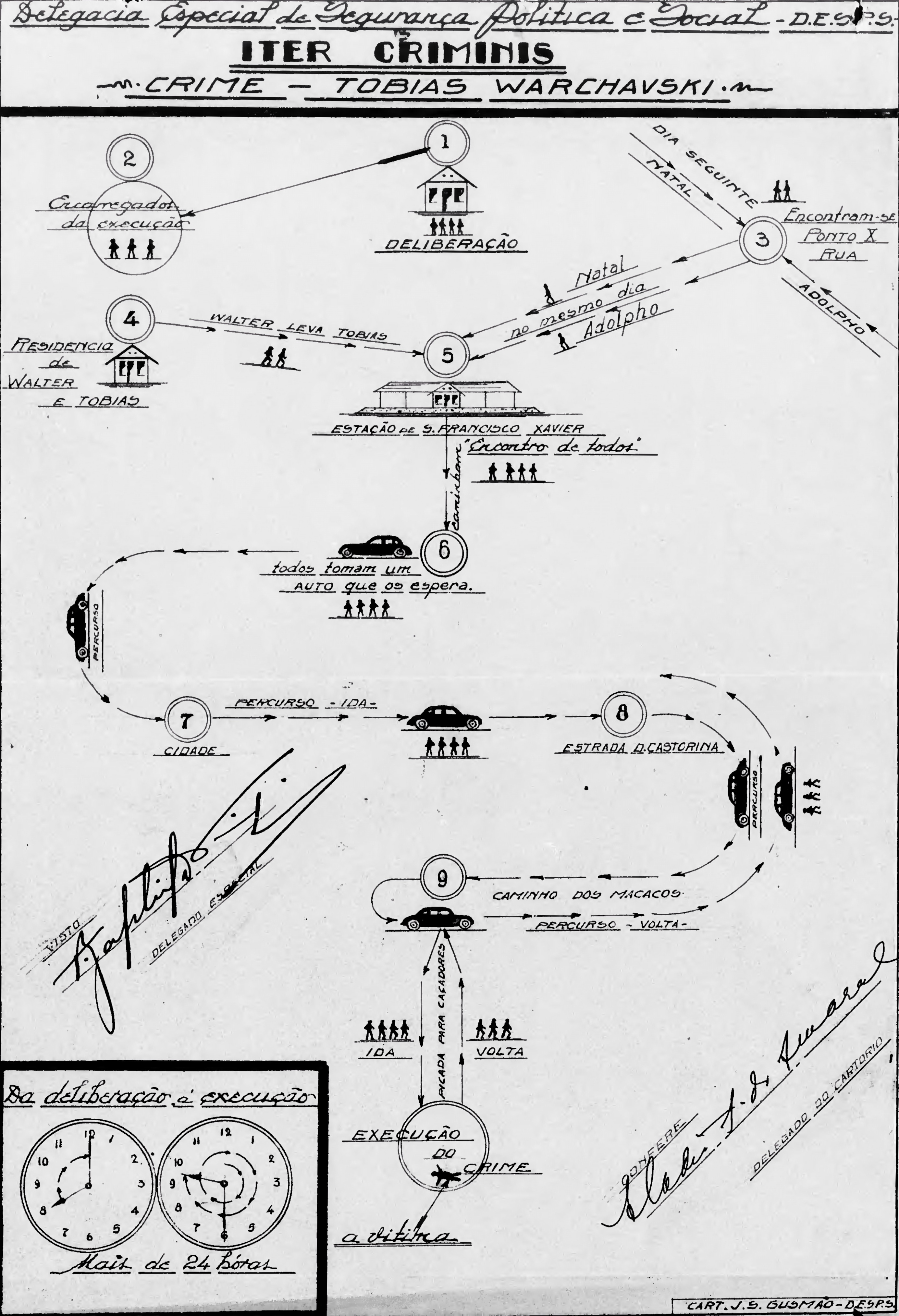
Esquema "iter criminis" do assassinato de Tobias Warchavski, incluído no processo. Mostra quais teriam sido as etapas de deliberação, deslocamento, execução e retorno dos acusados.

As leituras que colocam Warchavski como vítima do próprio PCB ganhariam destaque com a conclusão — tardia — do inquérito, em 1941. O processo foi conduzido em grande parte pelo capitão Felisberto Baptista Teixeira, da Delegacia Especial de Segurança Política e Social, e se baseou, entre outros elementos, na delação de Antônio Maciel Bonfim, o Miranda, antigo secretário-geral do partido. Miranda, no entanto, estava na União Soviética à época do assassinato e só teria tomado conhecimento do caso por meio de terceiros. As declarações mais decisivas vieram de militantes presos e diretamente implicados no caso: Vicente Santos (conhecido como Natal), Honório de Freitas Guimarães e Pascácio Rio de Souza Fonseca.
 Ainda assim, a identidade exata dos executores permaneceu envolta em controvérsias.
Segundo as conclusões do inquérito, a relação de Tobias Warchavski com o partido teria se deteriorado a partir do comício realizado na Praça da Harmonia, quando diversos militantes comunistas foram presos. Tobias, embora tivesse papel de destaque e também fosse agredido pela polícia, conseguiu escapar — supostamente por ser considerado jovem e inofensivo pelas autoridades. Esse fato, no entanto, rapidamente despertou suspeitas entre seus companheiros. Posteriormente, ele teria se encontrado na Praça Onze com Adelino Deycola dos Santos, o Tampinha, militante procurado pela polícia. Quando, em 14 de outubro de 1934, Tampinha foi preso ao sair de uma reunião na rua Barão de Petrópolis, muitos atribuíram a responsabilidade a Tobias. Alguns militantes o consideravam inexperiente e acreditavam que sua imprudência havia facilitado a vigilância policial, colocando o grupo em risco. Outros chegaram a acusá-lo de ser um provocador ou até mesmo um colaborador ativo da polícia — uma hipótese hoje refutada. Os próprios registros e declarações das autoridades da época são contraditórios: enquanto alguns negavam que Tobias estivesse sob investigação formal, outros afirmavam que ele era alvo de estreita vigilância da polícia política. Diante da intensificação das desconfianças internas, segundo alguns relatos, Tobias teria decidido se afastar da militância.[carece de fontes?]
Segundo o depoimento de Honório de Freitas Guimarães, o próprio Walter teria denunciado Tobias como traidor à cúpula do partido. A partir dessas suspeitas, um tribunal clandestino teria se reunido na casa de Osvaldo Costa, editor do Jornal do Povo, na rua Félix da Cunha, na Tijuca. A data exata da reunião é alvo de controvérsias, podendo ter ocorrido em 16 ou 17 de outubro de 1934. Nessa ocasião, Tobias foi acusado de ter delatado Adelino Deycola dos Santos, julgado à revelia, considerado culpado e condenado à morte. A composição exata do tribunal se tornaria objeto de versões divergentes ao longo dos anos. Segundo o inquérito policial, baseado nas confissões dos acusados presos, ele teria sido formado por Honório de Freitas Guimarães, Pascácio Rio de Souza Fonseca, Vicente Santos e Jan Jolles. Este último — um agente alemão enviado ao Brasil, conhecido pelo codinome Macário — teria sido o responsável por ordenar o assassinato de Tobias, supostamente com o objetivo de servir de exemplo a outros militantes que tentassem romper laços ou trair o partido.
Aprovada por todos, a sentença foi executada no dia seguinte — em 17 ou 18 de outubro de 1934, segundo diferentes interpretações. Também a identidade dos envolvidos nessa etapa do crime se tornaria, mais tarde, objeto de controvérsia. De acordo com o inquérito policial, Tobias foi vítima de uma emboscada. À noite, ele teria saído de casa acompanhado por Walter Fernandes da Silva, seu colega de quarto, que o convidara para uma suposta reunião partidária. Juntos, dirigiram-se à estação São Francisco Xavier, onde encontraram outros dois militantes — Adolfo Barbosa Bastos (conhecido como Bebê Chorão ou Carvalho) e Vicente Santos —, além de um motorista não identificado. De lá, seguiram de carro até a Gávea. Ao chegarem ao local do crime, os quatro teriam caminhado cerca de 70 metros por uma trilha estreita, onde Tobias teve sua pena anunciada. Em desespero, ele teria negado as acusações, ajoelhou-se e implorou pela vida. Os relatos sobre o momento da execução variam: algumas versões afirmam que Vicente e Walter o imobilizaram, enquanto outras sustentam que Walter teria implorado, em vão, pela vida do amigo. Os disparos teriam sido feitos por Adolfo Barbosa Bastos. A desfiguração e decepação da cabeça — registradas nos primeiros relatórios policiais — não são explicadas no inquérito oficial, permanecendo sem esclarecimento. Segundo os depoimentos de Honório de Freitas Guimarães e Pascácio Rio de Souza Fonseca, após o crime o partido tentou esconder Adolfo e Walter, retirando-os da capital.

## As condenações
Com base no inquérito, passou-se à etapa de denúncias e condenações judiciais. O processo foi inicialmente remetido à justiça comum, que, no entanto, decidiu encaminhá-lo ao recém-criado Tribunal de Segurança Nacional (TSN), por considerar que os crimes tinham motivação política. A transferência, no entanto, gerou debates jurídicos relevantes — sobretudo quanto à competência do TSN, já que o assassinato ocorreu em 1934, antes da criação do tribunal e da adoção de normas específicas para repressão a crimes políticos, estabelecidas apenas após o Levante Comunista de 1935. Apesar das contestações da defesa, o Supremo Tribunal Federal reconheceu a jurisdição do TSN. 
Em 17 de dezembro de 1942, o tribunal condenou Honório de Freitas Guimarães, Vicente Santos, Adolfo Barbosa Bastos e Jan Jolles a 25 anos de prisão — pena que se somaria às que alguns já cumpriam por outros delitos, notadamente o "justiçamento" de Elza Fernandes. A ação penal contra Walter Fernandes da Silva e Pascácio Rio de Souza Fonseca foi considerada extinta, uma vez que ambos já haviam falecido. No caso de Pascácio, embora tenha sido capturado com vida, morreu por ingestão de substância cáustica durante o curso do processo, no Hospital da Polícia Militar do Distrito Federal, em 13 de junho de 1941 — quatro dias após prestar depoimento. Adolfo Barbosa Bastos, embora foragido em Buenos Aires, constituiu advogado por meio de procuração assinada em 24 de setembro de 1941. Jan Jolles foi julgado à revelia. À época da sentença, o tribunal desconhecia que ele havia morrido no Equador em 13 de abril de 1942.

## Questionamentos e revelações posteriores
Embora o inquérito — e posteriormente a Justiça — tenham apontado para uma responsabilização interna ao partido, essa conclusão foi contestada por opositores do regime. A hipótese de que o assassinato teria sido cometido pela polícia — defendida desde o início por familiares e por setores da imprensa — jamais foi confirmada judicialmente, mas continuou a circular por décadas. Em 2000, o historiador norte-americano Robert Sterling Rose reafirmaria essa perspectiva, argumentando que Warchavski teria sido morto a tiros pela polícia durante uma manifestação, e seu corpo deixado na Vista Chinesa para incriminar os comunistas. A hipótese se basearia em documentos policiais e em entrevistas tardias — realizadas cerca de 60 anos após os acontecimentos — com o ex-militar Thomé Amado, que afirmava ter testemunhado os fatos, e ecoa práticas repressivas do período. No entanto, entra em contradição com registros contemporâneos, além de levantar dúvidas quanto à possibilidade de encobrir uma execução pública. Permanece, por isso, uma interpretação marginal na historiografia — sobretudo por ignorar evidências que já vinham sendo divulgadas na década anterior.
Nos anos 1990, após a dissolução da União Soviética e com o acesso parcial e temporário aos arquivos do Comintern em Moscou — entre os quais se encontravam relatórios internos do PCB dirigidos a figuras como Dolores Ibárruri e Georgi Dimitrov, mantidos por seu Departamento de Quadros —, o jornalista William Waack apresentou evidências que, em sua leitura, encerrariam a controvérsia em torno do assassinato de Tobias, atribuindo sua execução a membros da própria militância comunista.
A versão de Waack, porém, diverge em parte das conclusões do inquérito policial, especialmente quanto à identidade dos responsáveis pela decisão e execução do crime. Segundo o jornalista, embora Honório de Freitas Guimarães e Jan Jolles figurem também nos documentos de Moscou como participantes do julgamento, os nomes de Pascácio Rio de Souza e Vicente Santos não aparecem. Em contrapartida, surge nos arquivos a menção a Adelino Deycola dos Santos, o Tampinha — justamente o militante supostamente delatado por Warchavski. Ainda de acordo com Waack, o executor do crime não teria sido Adolfo Barbosa Bastos, como sustentado pelo inquérito brasileiro, mas sim Francisco Natividade Lira, conhecido como Cabeção.
A interpretação de Waack é valorizada por revelar fontes inéditas, mas também enfrenta questionamentos por inconsistências com registros contemporâneos. Tampinha, citado como participante do julgamento — e cuja prisão teria motivado a suspeita de delação por parte de Tobias —, teria sido preso três dias antes da execução, o que torna improvável sua presença. Já o local do crime — a Floresta da Tijuca — fica distante das residências conhecidas da vítima, contrastando com a versão de Waack de que Warchavski teria sido "atraído para um encontro perto de casa". Também o nome de Francisco Natividade Lira, apontado nos arquivos como autor dos disparos, foi inicialmente cogitado na investigação brasileira — sendo citado por Felisberto Baptista Teixeira em 1940 —, mas posteriormente descartado e substituído no inquérito final por Adolfo Barbosa Bastos. Tais elementos reforçam a avaliação de que os detalhes do "justiçamento" — embora amplamente aceito — permanecem objeto de debate.

## Literatura
O romance A Escola (2007), do escritor e historiador Miguel M. Abrahão, faz referência ao assassinato de Tobias Warchavski, incorporando-o de maneira livre à sua narrativa ficcional. Embora recupere certos elementos e personagens históricos, a obra assume licenças narrativas  que não coincidem inteiramente com os registros disponíveis. O próprio autor observa que ainda faltam estudos rigorosos sobre a figura de Warchavski, cuja morte permanece esquecida e envolta em versões conflitantes — sendo que tanto os relatos policiais quanto os da imprensa da época não podem ser considerados inteiramente confiáveis. Além disso, ele justifica a reorganização de cronologias e a modificação de eventos originais por motivos simbólicos e literários.
No enredo, Tobias comparece ao dentista já ciente de estar sendo perseguido por colegas de partido — algo que não está claro nas fontes históricas. A obra também sugere, sem base conhecida em registros documentais, que ele teria a intenção de romper com o PCB para se juntar à Liga Comunista. Walter Fernandes da Silva e Attila Medeiros Rodrigues Silva são também apresentados como fugitivos da repressão partidária. Em vez de atraído para um encontro, como sugerido no inquérito policial, Tobias é capturado de forma cinematográfica por homens encapuzados. A execução, por sua vez, é atribuída ao mesmo grupo que, segundo algumas versões, teria conduzido seu julgamento: Jan Jolles é quem dispara o tiro, na presença de Honório de Freitas Guimarães, Adelino Deycola dos Santos (Tampinha) — que, na realidade, já se encontrava preso na época — e Francisco Natividade Lira (Cabeção), cuja participação permanece controversa.

## Autos do processo
«Processo-crime de Honório de Freitas Guimarães e outros». Apelação n.º 1217. Fundo do Tribunal de Segurança Nacional, BR RJANRIO C8.0.APL.1077, v.1–3. Rio de Janeiro: Arquivo Nacional. 1942. Consultado em 24 de julho de 2025